# 제나 제임슨
제나 제임슨(Jenna Jameson, 1974년 4월 9일 ~ )은 미국의 포르노 배우, 사업가, 모델, 작가, 텔레비전 방송인이다. 세계에서 가장 유명한 성인 엔터테인먼트 연예인, 포르노의 여왕으로 불리고 있다. 그녀는 1993년 에로 영화에서 활동을 시작하였고 스트립쇼, 글래머 모델로 일했다. AVN상 여우주연상 2회(1996, 2005) 수상자이다.